# Bone (Comic)
Bone (deutsch Knochen) ist eine 1991 geschaffene Comicserie von Jeff Smith.

## Allgemeines
Im Zentrum der Serie stehen drei Bones, cartoonhafte, knochenförmige Wesen: Fone Bone, Smiley Bone und Phoney Bone. Phoney, der reichste Bürger Bonevilles (die Ähnlichkeiten mit Carl Barks’ Dagobert Duck sind nicht zu übersehen), wurde aus der Stadt gejagt und wird von seinen Cousins begleitet. Auf der Flucht geraten die drei in ein geheimnisvolles Tal, in dem neben Menschen auch Drachen, Rattenmonster und sprechende Tiere leben und niemand ihnen den Weg zurückweisen kann. Im Laufe der Geschichte werden die Bones von Großmutter Buster (im Englischen: „Grandma Ben“) und ihrer Enkeltochter Thorn aufgenommen und in eine Auseinandersetzung verschiedener Rassen und Königreiche verwickelt, die zahlreiche Charaktere umfasst und monumentale Züge annimmt.
Smith breitet die Abenteuer der Bones auf 55 schwarz-weiß gezeichneten Kapiteln aus. Nach 20 Bänden fand die Serie mittlerweile auch in Deutschland ein Ende. Daneben sind inzwischen auch zwei Sonderbände erschienen, zum einen Rattenmonstergeschichten, worin die Abenteuer Big Johnson Bones, des Gründers von Boneville, erzählt werden, und zum anderen der von Charles Vess gezeichnete Band Rose, der ein Abenteuer aus der Jugend von Rose Harvestar, die in der eigentlichen Bonereihe als Grandma Ben bekannt ist, erzählt. In ihm wird ihre Beziehung zu ihrer Schwester Briar vertieft und der Auslöser der in Bone beschriebenen Ereignisse dargestellt.

### Colorierte Ausgabe
Im Jahr 2004 veröffentlichte der amerikanischen Verlag Scholastic Press eine farbige Ausgabe von Bone. Für die Colorierung zeichnet der Künstler Steve Hamaker verantwortlich, der für seine von Kritikern hoch gelobte Arbeit an Bone unter anderem mit einem Eisner Award für die beste Colorierung geehrt wurde.

### Verfilmung
Anfang März 2008 wurde bekannt gegeben, dass Warner Brothers die Rechte für eine Verfilmung gekauft hat. Gemäß einem Statement des Autors, das am 13. März 2008 auf der offiziellen Homepage boneville.com veröffentlicht wurde, soll sich der Film sehr genau an die Vorlage halten. Zu einer Umsetzung kam es jedoch nie. Ende 2019 kündete Netflix an, eine animierte Serienfassung zu produzieren. Die Rechte hatte der Streaming-Anbieter zuvor erworben. Nach personellen Veränderungen bei Netflix wurde die Produktion dieser Serie jedoch im Frühjahr 2022 eingestellt.

## Hauptfiguren
Fone Bone ist ein hilfsbereiter, verträumter und manchmal zu gutgläubiger Bone. Zu Beginn der Geschichte hilft er seinem Vetter Phoney Bone, aus Boneville zu fliehen und wird im Verlaufe der Flucht von seinen Vettern getrennt. Auf der Suche nach ihnen gelangt er in das geheimnisvolle Tal, wo er sich nach und nach mit Ted, der Wanze, Thorn, Grandma Ben und dem großen, roten Drachen anfreundet. Schließlich findet er seine Vettern wieder und wird immer weiter in die Ereignisse im Tal verwickelt, durch deren Verlauf er Thorn, in die er heimlich verliebt ist, und ihrer Großmutter bis zum Schluss beisteht.
Phoncible P. Bone, genannt Phoney (englisch für Betrüger), ist der reichste, oder zumindest der geschäftstüchtigste, Bewohner Bonevilles. Leider macht er sich durch seine raffgierige und manchmal rücksichtslose Art nicht sehr beliebt bei seinen Mitbürgern, und so ist seine Vertreibung aus seiner Heimatstadt auch die Ausgangssituation von Bone. Getrieben von dem Ehrgeiz, mit Ruhm und Reichtümern beladen in seine Heimat zurückzukehren, stolpert er von einem unglücklichen Geschäft in das nächste, und ist, wenn auch unabsichtlich, verantwortlich für einen guten Teil der Verwicklungen und Verwirrungen im Tal. Phoney ist gut an seinem dunklen Hemd mit dem Stern auf der Brust und seinem meistens grimmigen oder heimtückischen Gesichtsausdruck zu erkennen.
Smiley Bone ist unter den drei Vettern der Zerstreuteste und Sorgloseste. Beinahe ständig grinsend verzagt er auch angesichts tödlicher Gefahren nicht und wird nur dann etwas ernster, wenn er sich um seine Freunde sorgt. Bei Smileys gelegentlichen, halsbrecherischen Aktionen kann man sich nie ganz sicher sein, ob er über erstaunlichen Instinkt und Mut verfügt, oder einfach komplett durchgeknallt ist. Seine Markenzeichen sind seine kleine Melone, seine Weste und die einseitige "Gitarre", die er meistens mit sich führt. Zusammen mit Fone Bone hilft er Phoney Bone, aus Boneville zu fliehen. Außerdem lässt er sich regelmäßig von Phoney für dessen betrügerische Machenschaften einspannen. Ob er dies aus Unbedarftheit tut, oder aus der schadenfrohen Gewissheit heraus, dass diese eh nie funktionieren, ist mitunter schwer zu entscheiden.
Thorn ist der erste Mensch, dem Fone Bone im Tal begegnet. Thorn ist ein selbstbewusstes Mädchen, das seiner Großmutter bei der Arbeit auf der Farm hilft. Sie hat Nachts immer wieder beunruhigende Träume, denen im Laufe der Geschichte eine zentrale Bedeutung zukommt. Thorn ist es, die im Verlauf der Geschichte die vermutlich größten Veränderungen und Entwicklungen durchmacht, als sie die Wahrheit über ihre Familie und ihre ganz spezielle Rolle im Tal erfährt und zu einer jungen Frau mit besonderen Fähigkeiten reift.
Grandma Ben (im Original "Gran'ma Ben", in den alten deutschen Ausgaben Großmutter Buster) ist auf den ersten Blick eine alte, exzentrische Bauersfrau, die zusammen mit ihrer Enkelin Thorn auf ihrem Bauernhof lebt, und als lokale Berühmtheit und einziger Mensch am alljährlichen Kuhrennen teilnimmt. Erst nach und nach wird klar, dass die alte Dame, die erstaunliche Kräfte entwickeln kann, eine bewegte Vergangenheit hat, bis sie offenbart, dass sie das abgeschiedene Leben auf dem Land nur als Fassade benutzt, um Thorn und sich selbst vor ihren Feinden zu schützen. Schließlich begleitet Grandma Ben ihre Enkeltochter auf der langen Reise, die die Hauptfiguren im Laufe der Geschichte unternehmen, und versucht, Thorn auf ihrem Weg zu unterstützen.
Der Vermummte ist einer der Hauptbösewichte der Geschichte. Er ist der skrupellose Stellvertreter und Untergebene des "Herrn der Heuschrecken" und versucht, diesen mit seinen Machenschaften aus seinem steinernen Gefängnis zu befreien. Er hat die Stämme der Rattenmonster unter sein Kommando gebracht und benutzt diese, um Angst und Schrecken im Tal zu verbreiten. Sein Markenzeichen sind der Mantel mit der grundsätzlich über das Gesicht gezogenen Kapuze und seine Sense. Die Identität des Vermummten bleibt lange im Verborgenen, erst spät offenbart sich, dass ihn mehr mit Grandma Ben und Thorn verbindet, als beiden lieb sein kann.
Der rote Drache ist eine geheimnisvolle Figur, die Fone Bone im Verlauf der Geschichte immer wieder hilft und zur Seite steht, obwohl sich sein Volk, die Drachen, unter die Erde zurückgezogen haben und offiziell beschlossen haben, sich in die Angelegenheiten des Tals nicht mehr einzumischen. Der rote Drache besticht durch seine sehr trockene, gelassene und ironische Art und ist oft mit einer Zigarette im Maul anzutreffen.
Lucius, der bärbeißige, aber im Grunde gutmütige Besitzer des Barrel Haven, ist gut mit Grandma Ben befreundet. Schnell hegt der einfache, ehrliche Mann eine tiefe Abneigung gegen Phoney, dessen Machenschaften ihn immer wieder auf die Palme bringen. Im Verlauf der Geschichte zeigt sich, dass seine einfache Existenz, ähnlich wie bei Grandma Ben, nur Fassade ist, und er eigentlich einmal eine viel wichtigere Rolle innehatte (und wieder einnehmen wird), als es den Anschein hat.

## Nebenfiguren
Ted ist das erste Lebewesen, das Fone Bone im Tal trifft. Ted ist eine sprechende Wanze, die mit Grandma Ben, Thorn und dem roten Drachen befreundet ist. Ein frecher und vorlauter kleiner Kerl, kann er sich im Umgang mit anderen immer recht sicher fühlen, da er weiß, dass sein großer Bruder (eine mannsgroße Wanze) ihn jederzeit beschützt.
Kingdok ist der Anführer der Rattenmonster und hat sich dem Vermummten, und damit dem Herrn der Heuschrecken, unterworfen, und gibt dessen Befehle an sein Volk weiter. Er ist für ein Rattenmonster besonders groß, was ihm wahrscheinlich zu seiner Vormachtstellung verholfen hat. Des Weiteren läuft er im Gegensatz zu seinen Artgenossen auf den Hinterbeinen und verfügt über einen riesigen Kiefer. Er hasst die Bewohner des Tals und hofft, mit Hilfe des Vermummtens zu mehr Macht zu gelangen.
Die zwei dummen Rattenmonster widersprechen dem grausamen und brutalen Bild, das sonst von den Rattenmonstern gezeichnet wird. Obwohl sie, wie ihre Artgenossen, mit scharfen Zähnen und Klauen ausgestattet sind, schaffen sie es immer wieder, sich durch ihre tollpatschige Art in Schwierigkeiten zu bringen, und zeigen, dass auch Monster Angst vor Vorgesetzten haben oder über das Mittagessen streiten können (Gulasch bzw. Quiche).
Rock-Ra (im Original "Roque Ja") ist ein riesiger Berglöwe, der Fone und Smiley Bone im Verlauf der Geschichte gefangen nimmt. Da er eine Katze ist, sind seine Motivationen nicht immer leicht zu durchschauen, und so lässt er sich vom Vermummten als Söldner rekrutieren, obwohl er dessen Untergebene, die Rattenmonster, auf den Tod nicht ausstehen kann. Später wiederum, an einem anderen Punkt der Geschichte, ermöglicht er Fone Bone und seinen Freunden stillschweigend die Flucht.
Rock-Ra ist hauptsächlich auf den eigenen Vorteil bedacht und versucht immer, sich innerhalb des Kräftegefüges der Mächte im Tal das Beste für sich herauszuschlagen.
Bartleby ist ein junges Rattenmonster, das Fone Bone in der Nähe des Dorfes findet, und das anfängt, ihm nachzulaufen. Fone versteckt es, da er weiß, dass die Dorfbewohner kurzen Prozess mit einem Rattenmonster machen würden. Smiley ist der einzige, dem Fone Bone sein Geheimnis anvertraut. Smiley ist es auch, der dem kleinen Rattenmonster seinen Namen gibt und sich schließlich mit ihm anfreundet.
Silas (im Original "Wendell") ist der Schmied des Dorfes. Als einfacher Mann lässt er sich zu Beginn der Geschichte zusammen mit den anderen Dorfbewohnern immer wieder zu unüberlegten Temperamentsausbrüchen verleiten, in der Regel entweder weil sie von Phoney dazu verleitet werden, oder um sich an Phoney zu rächen. Im Verlaufe der Geschichte wächst er angesichts der Ereignisse, mit denen er konfrontiert wird, jedoch über sich hinaus, und wird zu einer Art Anführer der Dorfbewohner.
Jonathan ist ein Junge aus dem Dorf, in dem sich auch das "Barrel Haven", Lucius' Kneipe, befindet, und der gut mit Lucius befreundet ist. Im Verlauf der Geschichte wird sein Vertrauen jedoch durch eine Beobachtung, die er machen muss, schwer erschüttert.

## Veröffentlichung
Auf Deutsch erschienen 20 Bände, dazu die zwei Sonderbände Rattenmonstergeschichten und Rose.
Seit 2006 erscheint die deutsche Übersetzung der kolorierten Fassung in zehn Sammelbänden beim Verlag Tokyopop. Im gleichen Verlag ist die Serie von 2006 bis 2008 zudem in einer sechsbändigen schwarz-weißen Taschenbuchausgabe auf Deutsch erschienen.

## Auszeichnungen und Nominierungen

### Preise

#### Eisner Award
| 1993, 1994, 1995 | Best Humor Publication                               |
| 1994             | Best Serialized Story                                |
| 1994             | Best Continuing Series                               |
| 1994             | Best Writer/Artist: Jeff Smith                       |
| 1995, 1996       | Best Writer/Artist: Humor: Jeff Smith                |
| 1995             | Best Continuing Series                               |
| 2005             | Best Graphic Album: Reprint: Bone One Volume Edition |

#### Harvey Award
| 1994–1997, 1999, 2000, 2003, 2005 | Best Cartoonist (Writer/Artist): Jeff Smith     |
| 1994                              | Special Award for Humor: Jeff Smith             |
| 1994, 2005                        | Best Graphic Album of Previously Published Work |

### Nominierungen
| 1993       | Eisner Award for Best Writer/Artist: Jeff Smith                                                  |
| 1995       | Eisner Award for Best Single Issue                                                               |
| 1995       | Eisner Award for Best Comics-Related Item: Bone figurine, sculpted by Jeff Smith and Randy Bowen |
| 1996       | Eisner Award for Best Title for Younger Readers                                                  |
| 1998       | Eisner Award for Best Continuing Series                                                          |
| 1998       | Eisner Award for Best Comics-Related Product: Bone Red Dragon cold-cast statue                   |
| 1998, 2005 | Eisner Award for Best Comics Publication for a Younger Audience                                  |
| 1999       | Eisner Award for Best Comics-Related Product/Item: Phoney Bone inflatable                        |
| 2003       | Eisner Award for Best Graphic Album Reprint                                                      |
| 2004       | Eisner Award for Best Writer/Artist: Humor: Jeff Smith                                           |
| 2006, 2008 | Eisner Award for Best Coloring: Steve Hamaker, Bone                                              |

## Weitere Medien
- Bone: Out from Boneville (Computerspiel)